# Tratado de Paz Perpetua
El Tratado de Paz Perpetua fue firmado por Jacobo IV de Escocia y Enrique VII de Inglaterra en 1502 para dar fin al conflicto intermitente entre Escocia e Inglaterra que había sido librado durante los doscientos años previos. Como parte del tratado, se acordó el matrimonio entre Jacobo IV y Margarita Tudor, la hija de Enrique VII. 
El tratado se rompió en 1513 cuando Jacobo invadió a Inglaterra en apoyo a los franceses quienes habían sido previamente atacados por los ingleses. La invasión fue forzada por la obligación de Escocia hacia Francia bajo un tratado anterior de mutua defensa, la Auld Alliance. La invasión de 1513 por los escoceses fue derrotada y Jacobo fue asesinado en la Batalla de Flodden Field. A pesar de su abrogación, el Tratado de Paz Perpetua tuvo un efecto duradero porque resultó en la descendencia del matrimonio entre Jacobo y Margarita, la misma que llevó a la Unión de las Coronas.